# Nicolas Laudin

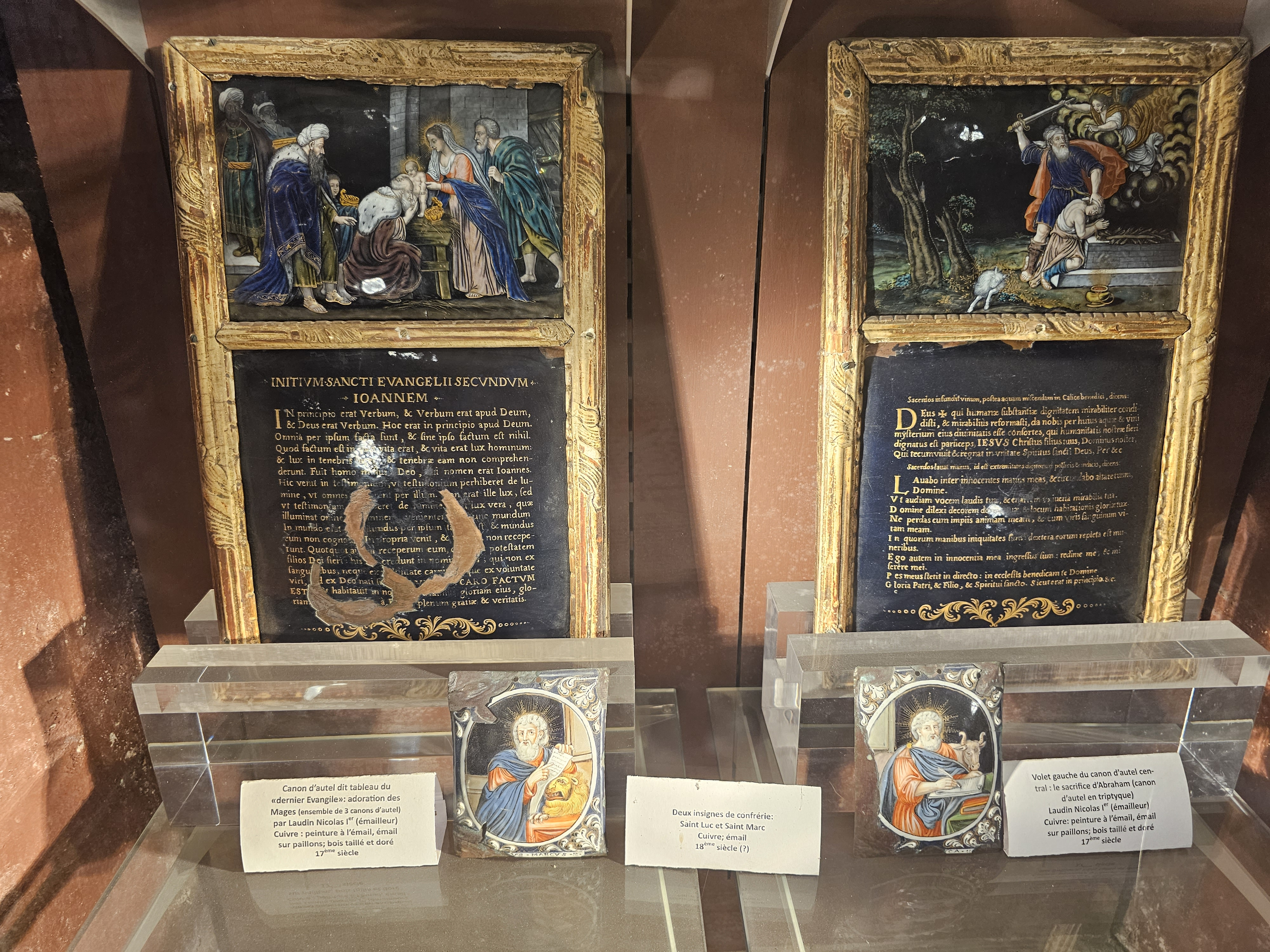
Canons d'autel, émaux de Nicolas Laudin

Nicolas Laudin, né à Limoges en 1628 où il est mort le 13 avril 1698, est un peintre émailleur français.

## Biographie
Plusieurs de ses émaux sont conservés à la cathédrale de Limoges.
Il est enterré au cimetière Saint-Maurice de Limoges.